# Le Double Assassinat de la rue Morgue
Pour plus de détails, voir Fiche technique et Distribution.
Le Double Assassinat de la rue Morgue est un téléfilm français de Jacques Nahum, adapté de la nouvelle éponyme d'Edgar Allan Poe et diffusé sur la première chaîne de l'ORTF en 1973.

## Synopsis
Sous le règne de Louis-Philippe, à Paris, une jeune fille et sa mère, riches bourgeoises, sont sauvagement assassinées dans leur chambre, fermée à clé et  au troisième étage de leur immeuble. La pièce est dévastée, avec cent pièces d’or laissées sur le sol, et la jeune  fille, égorgée, est coincée dans la cheminée. Sa mère est retrouvée morte dans la cour. Les meilleurs policiers  n’y comprennent rien. Un détective amateur, riche oisif passionné par  les énigmes, décide d’élucider ce mystère...

## Fiche technique
- Titre : Le Double Assassinat de la rue Morgue
- Réalisation : Jacques Nahum
- Scénario : Albert Simonin et Jacques Nahum d'après la nouvelle d'Edgar Allan Poe (1841)

- Pays :  France
- Langue : français

- Format : Noir et blanc - 35 mm - 1,33:1 - son mono

- Durée : 91 minutes (1h31)
- Date de première diffusion : 2 juin 1973 (ORTF)

## Distribution
- Daniel Gélin : Dupin
- Georges Descrières : le dandy
- Jean Danet : le préfet de police
- Philippe Ogouz : le commissaire
- Catherine Rich : Mlle de l'Espanaye
- Nadine Alari : Mme de l'Espanaye
- Edmond Tamiz : l'épicier Montani
- Valérie Boisgel : la fille de joie
- Madeleine Damien : la vieille femme
- Jacques Duby : Lebon, le commis de banque
- Eva Damien : la blanchisseuse Pauline
- Évelyne Ker : la buraliste
- Antoine Marin : le commissaire Amiot